# Silchar
|                       | Jan  | Feb  | Mär   | Apr   | Mai   | Jun   | Jul   | Aug   | Sep   | Okt   | Nov  | Dez  |   |         |
| Mittl. Tagesmax. (°C) | 25,0 | 26,7 | 30,0  | 30,8  | 31,1  | 31,3  | 31,7  | 31,8  | 31,7  | 30,9  | 28,9 | 26,1 | ⌀ | 29,7    |
| Mittl. Tagesmin. (°C) | 11,7 | 13,6 | 17,4  | 20,7  | 22,8  | 24,5  | 25,0  | 25,0  | 24,6  | 22,5  | 17,7 | 13,0 | ⌀ | 19,9    |
|                       |      |      |       |       |       |       |       |       |       |       |      |      |   |         |
| Niederschlag (mm)     | 17,8 | 48,1 | 150,5 | 329,2 | 429,2 | 585,2 | 530,3 | 480,8 | 383,6 | 203,8 | 42,2 | 9,8  | Σ | 3.210,5 |
|                       |      |      |       |       |       |       |       |       |       |       |      |      |   |         |
| Regentage (d)         | 2,2  | 3,9  | 8,8   | 15,3  | 17    | 23,9  | 25,3  | 23,1  | 19,4  | 10,9  | 3,1  | 0,9  | Σ | 153,8   |

| 11,7 |

| 13,6 |

| 17,4 |

| 20,7 |

| 22,8 |

| 24,5 |

| 25,0 |

| 25,0 |

| 24,6 |

| 22,5 |

| 17,7 |

| 13,0 |

| 11,7 |

| 13,6 |

| 17,4 |

| 20,7 |

| 22,8 |

| 24,5 |

| 25,0 |

| 25,0 |

| 24,6 |

| 22,5 |

| 17,7 |

| 13,0 |

Silchar (Bengalisch: শিলচর Śilcar [ˈʃiltʃɔr], Assamesisch: শিলচৰ Śilcar [ˈxilsɔr], auch Shilchar) ist eine Stadt im indischen Bundesstaat Assam. Sie liegt im Süden Assams am Fluss Barak und ist Verwaltungssitz des Distrikts Cachar. Mit rund 170.000 Einwohnern (Volkszählung 2011) ist sie nach Guwahati die zweitgrößte Stadt Assams.
Silchar liegt im Barak-Tal, das zu drei Seiten von Bergen umgeben ist und so weitgehend vom restlichen Assam isoliert ist. Historisch und kulturell bestehen hingegen enge Verbindungen nach Ostbengalen, dem heutigen Bangladesch. So ist die Mehrheitssprache in Silchar nicht Assamesisch, die Amtssprache des Bundesstaates, sondern Bengalisch. 1961 kam es um die Sprachfrage zu blutigen Auseinandersetzungen in Silchar, bei denen 11 Menschen von der Polizei erschossen wurden. Als Ergebnis der Proteste besitzt das Bengalische heute in den drei Distrikten des Barak-Tals neben dem Assamesischen einen offiziellen Status.
Silchar ist ein wichtiger Verkehrsknotenpunkt für Süd-Assam und die benachbarten Bundesstaaten Mizoram und Manipur. In der Stadt kreuzen sich der in Nord-Süd-Richtung verlaufende National Highway 54, der aus Mizorams Hauptstadt Aizawl kommend die Barail-Berge überquert und Silchar mit dem restlichen Assam verbindet, und der in Ost-West-Richtung nach Imphal, die Hauptstadt Manipurs verlaufende National Highway 53. Eisenbahnverbindungen bestehen nach Agartala in Tripura sowie über eine Meterspurstrecke durch die Barail-Berge nach Lumding. Ferner besitzt die Stadt einen eigenen Flughafen mit Verbindungen nach Kolkata, Guwahati und Imphal.
Im Ort Dargakona 20 Kilometer von Silchar entfernt befindet sich die Assam University, die als eine von landesweit 25 Bundesuniversitäten (Central Universities) direkt vom indischen Staat unterhalten wird.